# Colchicum lagotum
Colchicum lagotum là một loài thực vật có hoa trong họ Colchicaceae. Loài này được K.Perss. mô tả khoa học đầu tiên năm 2007.